# Локштедт
Локштедт (нем. Lockstedt) — община в Германии, в земле Шлезвиг-Гольштейн. 
Входит в состав района Штайнбург. Подчиняется управлению Хоэнлокштедт.  Население составляет 173 человека (на 31 декабря 2010 года). Занимает площадь 7,32 км².